# Fédération de Bosnie-Herzégovine de hockey sur glace
La Fédération de Bosnie-Herzégovine de hockey sur glace (Savez Hokeja na Ledu Bosne I Hercegovine) est l'organisme officiel qui gère le hockey sur glace en Bosnie-Herzégovine.
La SHLBIH est devenu membre de la Fédération internationale de hockey sur glace le 10 mai 2001.
Elle a sous sa tutelle les différentes équipe de Bosnie-Herzégovine de hockey sur glace (senior).